# Collegio uninominale Sicilia 2 - 03 (2020)
Il collegio elettorale uninominale Sicilia 2 - 03 è un collegio elettorale uninominale della Repubblica Italiana per l'elezione della Camera dei deputati.

## Territorio
Come previsto dalla legge n. 51 del 27 maggio 2019, il collegio è stato definito tramite decreto legislativo all'interno della circoscrizione Sicilia 2.
È formato dal territorio di 34 comuni della città metropolitana di Catania: Aci Bonaccorsi, Aci Castello, Aci Catena, Aci Sant'Antonio, Acireale, Adrano, Belpasso, Biancavilla, Bronte, Calatabiano, Castiglione di Sicilia, Fiumefreddo di Sicilia, Giarre, Linguaglossa, Maletto, Maniace, Mascali, Milo, Nicolosi, Paternò, Pedara, Piedimonte Etneo, Ragalna, Randazzo, Riposto, San Giovanni la Punta, San Gregorio di Catania, Santa Maria di Licodia, Santa Venerina, Sant'Alfio, Trecastagni, Valverde, Viagrande e
Zafferana Etnea.
Il collegio è parte del collegio plurinominale Sicilia 2 - 02.

## Eletti
| Elezione | Elezione | Deputato            | Partito           |
| -------- | -------- | ------------------- | ----------------- |
|          | 2022     | Francesco Ciancitto | Fratelli d'Italia |

## Dati elettorali

### XIX legislatura
Come previsto dalla legge elettorale, 147 deputati sono eletti con sistema a maggioranza relativa in altrettanti collegi uninominali a turno unico.
| Candidati                                 | Candidati                     | Voti    | %     | Liste                          | Voti    | %     |
| ----------------------------------------- | ----------------------------- | ------- | ----- | ------------------------------ | ------- | ----- |
|                                           | Francesco Ciancitto ✔️ Eletto | 89 768  | 40,84 | Fratelli d'Italia              | 50 823  | 23,12 |
| Forza Italia                              | Francesco Ciancitto ✔️ Eletto | 89 768  | 40,84 | 24 977                         | 11,36   |       |
| Lega per Salvini Premier                  | Francesco Ciancitto ✔️ Eletto | 89 768  | 40,84 | 12 038                         | 5,48    |       |
| Noi moderati/Lupi - Toti - Brugnaro - UDC | Francesco Ciancitto ✔️ Eletto | 89 768  | 40,84 | 1 297                          | 0,59    |       |
|                                           | Giovanni Amato                | 54 597  | 24,84 | Movimento 5 Stelle             | 54 597  | 24,84 |
|                                           | Chiara Guglielmino            | 29 695  | 13,51 | Partito Democratico-IDP        | 19 276  | 8,77  |
| Alleanza Verdi e Sinistra                 | Chiara Guglielmino            | 29 695  | 13,51 | 4 483                          | 2,04    |       |
| +Europa                                   | Chiara Guglielmino            | 29 695  | 13,51 | 3 735                          | 1,70    |       |
| Impegno Civico - Centro Democratico       | Chiara Guglielmino            | 29 695  | 13,51 | 1 436                          | 0,65    |       |
|                                           | Santo Primavera               | 24 507  | 11,15 | Sud chiama Nord                | 24 507  | 11,15 |
|                                           | Angelica Prestianni           | 12 148  | 5,53  | Azione - Italia Viva - Calenda | 12 148  | 5,53  |
|                                           | Elena Malafarina              | 3 639   | 1,66  | Italexit                       | 3 639   | 1,66  |
|                                           | Alfio Messina                 | 2 298   | 1,05  | Italia Sovrana e Popolare      | 2 298   | 1,05  |
|                                           | Ermelinda Majorana            | 1 825   | 0,83  | Unione Popolare                | 1 825   | 0,83  |
|                                           | Daniele Ferrera               | 1 339   | 0,61  | Vita                           | 1 339   | 0,61  |
| Totale                                    | Totale                        | 219 816 | 100   |                                | 219 816 | 100   |
| Elettori                                  | Elettori                      | 392 826 |       |                                |         |       |